# Don't Starve
Don't Starve (з англ. Не голодуй або англ. Не помри від голоду) — інді-відеогра, розроблена та випущена канадською компанією Klei Entertainment. 23 квітня 2013 року гра вийшла для Windows, Mac OS X та Linux в Steam, а вже через рік для PlayStation 4. Пізніше з'явилась версія Pocket Edition для пристроїв на iOS та Android. Завантажуваний вміст з назвою Reign of Giants став доступним для завантаження 30 квітня 2014 року. У травні цього ж року студія анонсувала розробку багатокористувацької версії Don't Starve Together, а вже восени почалося її бета-тестування (Steam Early Access). 31 липня 2015 було анонсоване доповнення Shipwrecked, розроблюване асоціації з Capy та випущене 31 березня 2016. 13 вересня 2017 анонсоване доповнення Hamlet, яке було випущене 15 травня 2019.

## Історія
Гравець грає молодим вченим джентльменом, на ім'я Вілсон. Він намагається створити невідому машину, та все марно. До нього починає говорити радіо. Воно обіцяє відкрити заборонене знання та допомогти збудувати машину. Вілсон погоджується й отримує знання, необхідне для завершення машини.
Завершивши машину, Вілсон зрозумів, що голос із радіо обманув його. Голос належав Максвелу, що переносить Вілсона до таємничої землі, де, здавалося б, усе намагається заподіяти йому шкоду. Тут гравець і бере на себе керування Вілсоном і намагається вижити на цій таємничій землі.

## Ігровий процес
На даний час доступно два режими гри: пісочниця і пригодницький. Головною метою гри є виживати протягом тривалого періоду часу, уникаючи при цьому голоду, божевілля і ворогів. Гравець може збирати й робити предмети (інструменти, одяг, зброю), будувати (стіни, наукові станції), добувати їжу (вирощувати культури, збирати плоди рослин (культурних або диких), полювати, готувати добуті цими й іншими способами харчі (смаженням на вогні чи сушінням) та робити освітлення (без якого протагоніст божеволіє та отримує пошкодження від нічного монстра Чарлі) (предметами освітлення слугують вогнища, смолоскипи, ліхтарі), щоб допомогти собі вижити.
Пригодницький режим також доступний лише в пісочниці. Аби перейти в нього, треба знайти двері, що ведуть до наступних світів (їх всього 5, не рахуючи пісочниці), кожен з яких має певну особливість (дощі з жаб, безкінечна зима). На кожному з них треба знайти двері Максвела, аби перейти на наступний рівень. Перейшовши в новий світ, герой втрачає усі вивчені рецепти та предмети. Якщо герой помре в режимі пригод, він повернеться у режим пісочниці з тими ж предметами, рівнями голоду, розуму та здоров'я (тому смерть у п'ятому світі — досить неприємний інцидент).

### Режими
Гра містить два режими гри: (при цьому кожного місяця виходять доповнення)
- Пісочниця — звичайний режим. Протагоніст виживає у випадково згенерованому світі, вплинути на який при створенні нової гри можна лише за допомогою налаштувань його розмірів, кількості певних істот, рослин чи структур, тривалості частин доби (день, вечір та ніч), та пір року (літо, осінь, зима (у доповненні Reign of Giants є весна).
- Пригодницький (Сюжетний) — гравець може пройти п'ять рівнів, аби відкрити двох персонажів (Вес та Максвел). Пройшовши цей режим, гравець повертається в пісочницю.

### Предмети та Інструменти
У грі є безліч предметів та інструментів які мають різні властивості. Наприклад, з'ївши будь-який (червоний, синій, або зелений) гриб герой втрачає трохи здорового глузду, а багаття, смолоскип чи ліхтар дадуть можливість врятувати своє життя вночі, сповільнюючи втрату психічного здоров'я і відлякуючи Чарлі та інших нічних монстрів. Нижче наведений перелік предметів:
- Інструменти:
  - Сокира
  - Елітна сокира
  - Кайло
  - Елітне кайло
  - Кайлосокира (pick/axe)
  - Лопата
  - Елітна лопата
  - Молот
  - Вила
  - Бритва
- Вогонь: (В грі — «Запалити»)
  - Багаття
  - Вогнище
  - Смолоскип

### Інше
Інші предмети та винаходи є в розділах Наука і Бій:
- Наука:
  - Наукова машина
  - Алхімічна машина
  - Зимометр
  - Дощометр
  - Громовідвід
- Бій:
  - Спис
  - Трав'яна броня
  - Дерев'яна броня
  - Мармурова броня
  - Снодійний дротик
  - Вогняний дротик
  - Плювальна трубочка
  - Бжоломіна

## Персонажі
- Вілсон — учений. Перший доступний і головний персонаж гри. Єдиний з усіх героїв здатний виростити бороду, яку можна збрити бритвою.

- Віллоу — піроманьяк. Перший жіночий персонаж в грі. Не отримує шкоди від вогню. Має запальничку (за функціоналом вона — нескінченний смолоскип). При пошкодженій психіці підпалює найближчу землю під собою.

- Венді — має досить непостійну здатність: кожної ночі розпускається квітка її покійної сестри, Абігейл, привид якої можна викликати, поставивши цю квітку (якщо вона уже розпустилася) і вбивши кого-небудь поблизу неї. Привид буде йти за Венді, зберігаючи дистанцію, і битися з будь-яким ворогом, який спробував атакувати Венді. Голос Венді та Віллоу схожий на флейту.

- Вольфґанґ — силач. Здатність цього персонажа полягає в тому, що будучи ситим, він збільшується та має більше здоров'я та сильніше б'є (але при цьому його ситість знижується у 3,5 раза швидше). Голодний він має ті ж характеристики, що й Вілсон (і його голод знижується у 1,5 раза швидше), а при голодуванні він зменшується, стає сумним, і має слабші, ніж у Вілсона, характеристики (ситість втрачається зі звичайною швидкістю). І, попри його великі вуса, Вольфґанґ не може виростити бороду. Його голос звучить як туба.

- WX-78 — робот. Може їсти зіпсовані харчі без зменшення їхньої ефективності (але гниль їсти все ж не може). Може покращуватись за допомогою деталей. Отримує пошкодження від дощу (але при цьому світиться). Від удару блискавки відновлює здоров'я і прискорюється, але втрачає здоровий глузд.

- Вікерботтом — літня бібліотекарка. Знає усі рецепти наукової машини. Аби вивчити рецепти алхімічної машини, їй потрібна лише наукова машина. Страждає від безсоння. Більш чутлива до зіпсованої їжі, ніж інші персонажі. Цікаво, що не маючи статусу вченого, Вікерботтом набагато розумніша за Вілсона. Її голос — гобой.

- Вуді — лісоруб. Має безкінечну сокиру — Люсі. Дуже швидко рубає дерева. При рубці надто великої кількості дерев перетворюється на гігантського людиноподібного бобра, що дуже швидко розколює камені, гризе дерева, вириває з коренем кущі й траву, копає могили й дуже сильно б'є ворогів. Також він має нічний зір (тобто йому не потрібне освітлення) й лише один параметр — деревний голод, втамовувати який можна гілками, травою, коренями, колодами або дошками. Бобер має лише два мінуси — він не може відкривати карту й носити предмети. Коли закінчується деревний голод, бобер помирає і на його місці з'являється Вуді з пониженими параметрами й без предметів, адже бобер викидає предмети при перетворенні. Голос Вуді — віолончель, голос Люсі (жива сокира) — кларнет.

- Вес — мім. Німий персонаж. Висловлює всі свої думки жестами. Його здатність (як би дивно це не звучало) — слабкість. Всі параметри Веса (ситість, здоров'я та розум) менші, ніж в інших персонажів. Цей персонаж був створений як виклик досвідченим гравцям.

- Максвел — колишній фокусник, замкнений в ігровому світі. Саме він затягнув сюди ж протагоніста, аби той звільнив його. З початку гри має тіньові меч та броню і може відновлювати розум.

## Сприйняття

### Відгуки
| Агрегатор    | Оцінка |
| ------------ | ------ |
| GameRankings | 78.69% |
| Metacritic   | 79%    |

| Видання                            | Оцінка                 |
| ---------------------------------- | ---------------------- |
| Destructoid                        | 8.5/10                 |
| Game Informer                      | [ 7 ]                  |
| GameSpot                           | 7/10                   |
| GamesRadar+                        | [ 9 ]                  |
| IGN                                | 7/10 (PC) 7.5/10 (PS4) |
| Joystiq                            | [ 12 ]                 |
| PlayStation Official Magazine — UK | 9/10 (PS4)             |

Don't Starve отримав безліч хороших відгуків від критиків. Ось деякі з них:
| Don't Starve є архаїчною поїздкою виживання, яка звертається до людських інстинктів, яка активує вродженість самозбереження. [...] Гра, в якій можна багато чому навчитися. | 
— Benedikt Plass-Fleßenkämper — Der Spiegel

### Огляди
Don't Starve (Не голодуй) отримав безліч позитивних відгуків від критиків. Він отримав оцінку 77,18 % на GameRankings і 76/100 на Metacritic.

## Доповнення
Klei два рази на місяць випускає нову версію гри, додаючи в неї новий контент та виправляючи помилки.
Всього на цей час доступно три платних доповнення — Reign of Giants, Shipwrecked, та Hamlet.